# ハムレット (1990年の映画)
『ハムレット』（原題：Hamlet）は、1990年制作のアメリカ合衆国、イギリス、フランス映画。
ウィリアム・シェイクスピアの戯曲「ハムレット」の映画化。フランコ・ゼフィレッリ監督、メル・ギブソンがハムレットを演じている。

## 特徴
メル・ギブソンの起用により、従来の「青白い貴公子」というハムレットのイメージを一新した。実際、原作には「彼は太っている He is fat」（第五幕第二場）という記述があるが、従来の映像化では無視されてきた。
原作にはない場面が登場する。例としては、
1. 冒頭の先王の葬儀
2. ハムレットによる手紙のすり替え[2]及びローゼンクランツとギルデンスターンの処刑場面

などが挙げられる。
また、ポローニアスの殺害後、ハムレットがガートルードにイギリス行きを告げる場面では、原作とは異なり、イギリス行の直前に変更されている（原作では、何も知らされていないにもかかわらずポローニアス殺害直後に告げているので矛盾する）。さらに、ハムレットがポローニアス以上のスパイマニアという設定に変更されている。

## キャスト
| 役名             | 俳優                     | 日本語吹替 |
| ---------------- | ------------------------ | ---------- |
| ハムレット       | メル・ギブソン           | 竹内想     |
| ガートルード     | グレン・クローズ         | 照テル子   |
| クローディアス   | アラン・ベイツ           | 石原辰己   |
| オフィーリア     | ヘレナ・ボナム＝カーター | 吉利麻里   |
| 亡霊(先王)       | ポール・スコフィールド   | 真田雅隆   |
| ポローニアス     | イアン・ホルム           | 高橋珍年   |
| レアティーズ     | ナサニエル・パーカー     | 北野鉄屑   |
| ホレーショ       | スティーヴン・ディレイン | 佐々木祐介 |
| ローゼンクランツ | マイケル・マロニー       | 入倉敬介   |
| ギルデンスターン | ショーン・マーレイ       | 益本由人   |

吹替その他：東裕貴、白鳥翔太、渡邊智也、相楽真太郎、細矢啓介、濱野利花、鈴木由美、宮本雅行
吹替はDVD/BD新録版。